# IDElib'
IDElib' était le service d'autopartage proposé par le Syndicat mixte des transports urbains Pau Porte des Pyrénées : 12 véhicules étaient à la disposition du public en permanence dans 7 stations.

## Présentation

Logo du syndicat mixte

À la suite de l'appel d'offres lancé par le Syndicat mixte des transports urbains Pau Porte des Pyrénées en 2009, l'opérateur Kéolis a emporté le marché d'assistance à la STAP, société d'économie mixte chargée des transports. Keolis est une filiale de la SNCF, qui détient 56 % du capital, spécialisée dans les transports urbains, opérant par exemple à Lyon et à Bordeaux.
Le réseau IDElib' a été créé en juin 2010. Il a été fermé en octobre 2014 en raison d'une fréquentation insuffisante.

## Les stations
Liste des 6 stations :
1. Université
2. Foch
3. Place Royale
4. Gramont
5. Halles-Médiathèque
6. Peyroulet
7. Hélioparc

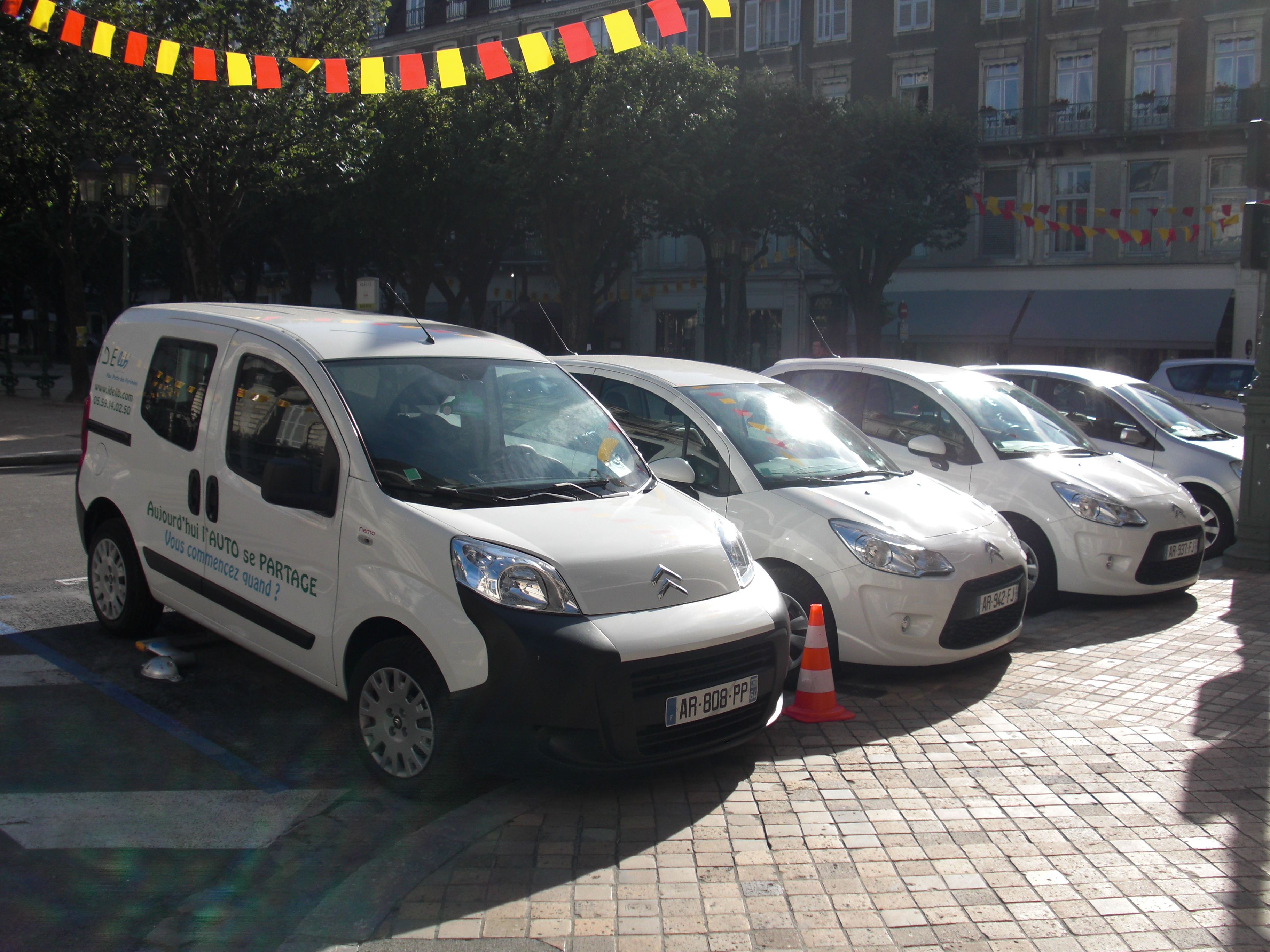
Station Place Royale
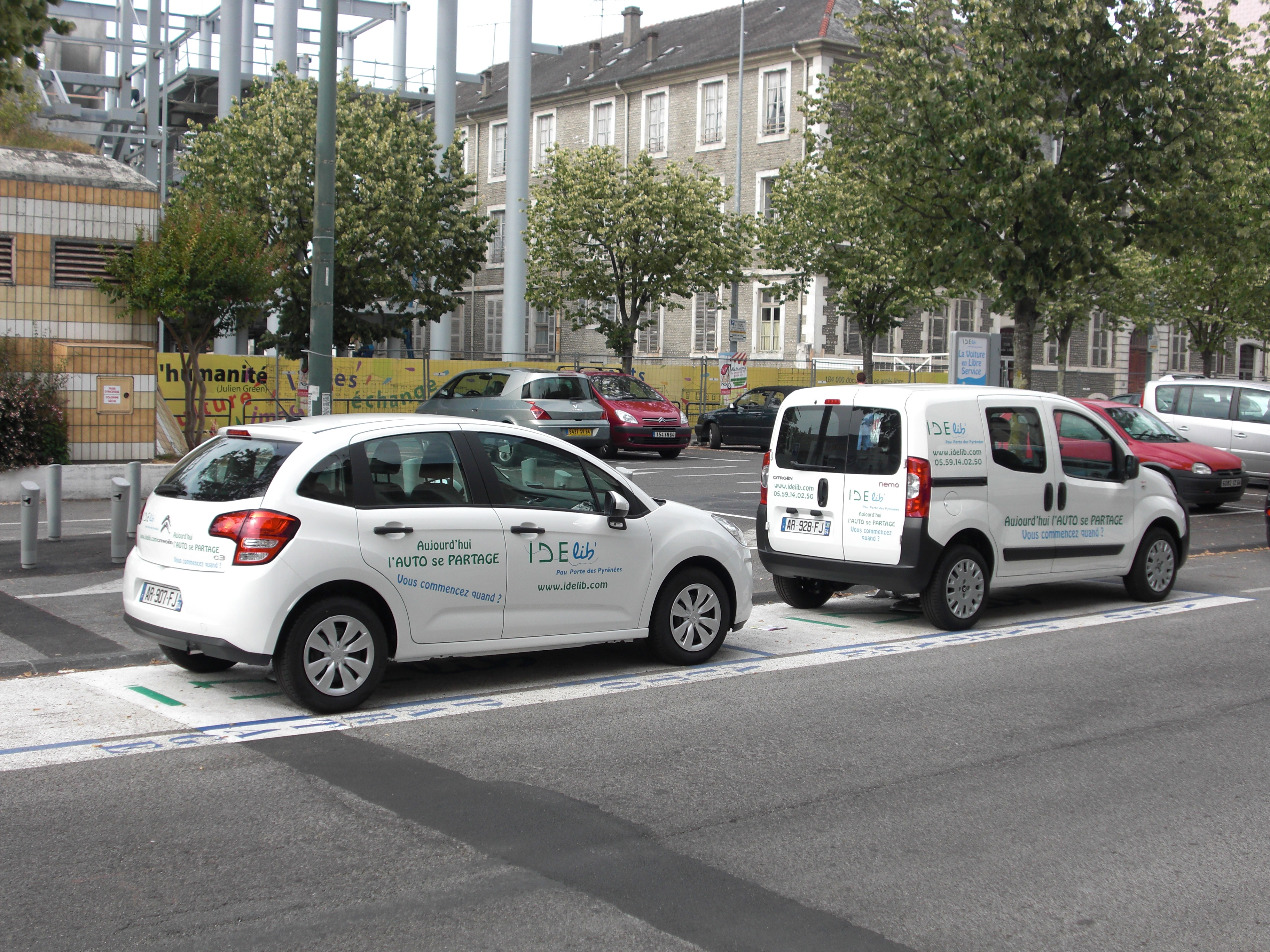
Station Halles-Médiathèque

## Les véhicules
IDElib' était composé de 12 véhicules, des C3 II et Némo de marque Citroën.

## Fréquentation
| Juillet 2010      | 5   |
| 25 août 2010      | 65  |
| 10 septembre 2010 | 75  |
| 25 novembre 2010  | 104 |
| septembre 2011    | 200 |